# Cratere Tannerus
Tannerus è un cratere lunare di 28,07 km situato nella parte sud-orientale della faccia visibile della Luna.